# Velški romski jezik
Velški romski jezik (ISO 639-3: rmw), jedan od sedam romskih jezika kojim govori nepoznat broj Volshanange Roma na području Velsa i Engleske u Ujedinjenom Kraljevstvu.
Uz još četiri duga jezika pripada sjevernoromskoj skupini, i nije razumljiv angloromskom [rme] jeziku koji je mješavina engleskog i romskog.

## Vanjske poveznice
- Ethnologue (14th)
- Ethnologue (15th)